# Chris van der Ende

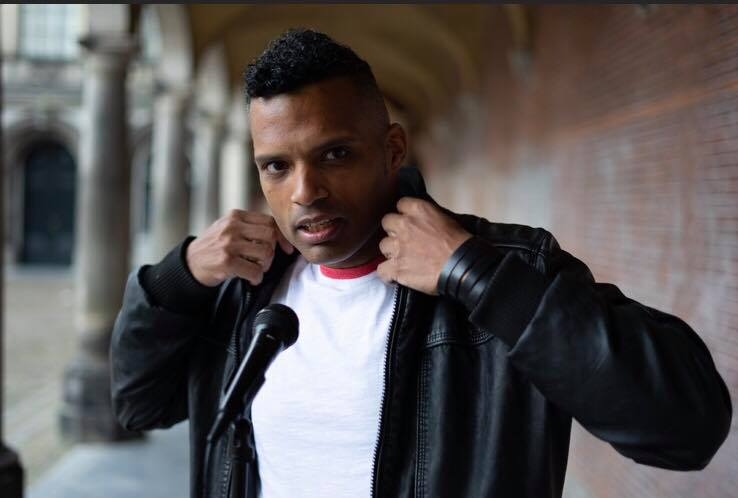
Chris van der Ende, 2019

Chris van der Ende (Santos, 5 april 1981) is een Braziliaans-Nederlandse komiek. Van der Ende werd in Santos geboren maar is vlak na zijn geboorte door een Nederlandse familie geadopteerd. Op 17-jarige leeftijd begon hij met stand-upcomedy. Van der Ende won onder andere de Culture Comedy Award (2004) en de Deltion Cabaretprijs (2008).
Hij verscheen onder andere in Zo Raymann, 'The Comedy Factory', 'The Comedy Explosion' en PowNews. In 2013 speelde Van der Ende een avondvullend programma. In 2017 deed hij een aflevering mee aan het Belgische televisieprogramma De Slimste Mens ter Wereld. 
Eind 2018 speelde Chris een oudejaarsconference in Pijnacker.